# Niemiecko-Flamandzki Związek Pracy

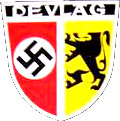
Logo Niemiecko-Flamandzkiego Związku Pracy

Niemiecko-Flamandzki Związek Pracy (niem. Deutsch-Vlämische Arbeitsgemeinschaft, nid. Duits-Vlaamse Arbeidersgemeenschap, DeVlag) – separatystyczna organizacja o charakterze kulturalnym skupiająca flamandzkich i niemieckich studentów w okresie przedwojennym i podczas II wojny światowej
DeVlag został założony w latach 1935–1936 przez Flamanda Jefa van de Wiele i Niemca Rolfa Wilkeninga. Miał on charakter pronazistowski i głosił hasło przyłączenia Flandrii do Rzeszy Niemieckiej. Wielu jego członków należało zarazem do Flamandzkiego Związku Narodowego (VNV). Po zajęciu Belgii przez Niemcy w maju 1940 r., DeVlag zaczął prowadzić politykę kolaboracji z okupantami. Jego przywódca, głosząc teorię związku krwi pomiędzy narodami flamandzkim i niemieckim, ogłosił: Jesteśmy Niemcami, Niemcami w 200% i będziemy walczyć, by jako takich przyjęto nas w skład Rzeszy. Niemieckie władze okupacyjne zadeklarowały duże poparcie dla organizacji. W 1941 r. działalnością DeVlag zainteresowało się SS, a pod koniec roku jej honorowym przewodniczącym został Gottlob Berger, szef Głównego Urzędu SS. Pod koniec 1942 r. DeVlag przekształcił się w ugrupowanie polityczne, a 1. Standaard der Germaansche SS in Vlaanderen stał się jego organizacją paramilitarną. W tym samym roku J. van de Wiele napisał książkę pt. „ Op zoek naar een vaderland”, która była rodzajem manifestu politycznego DeVlag. 27 lutego 1944 r. spotkał się w Salzburgu wraz z Hendrikiem Eliasem, przywódcą VNV z Reichsführerem SS Heinrichem Himmlerem, który poparł jego koncepcje. 1 marca mianowano go SS-Hauptsturmführerem der Reserve der Waffen-SS. Pod koniec października zbiegł przed aliantami do Niemiec, gdzie był założycielem i stanął na czele Vlaamsche Landsleiding, rodzaju flamandzkiego rządu na uchodźstwie. 15 grudnia Niemcy ogłosili go przywódcą (Landesleiter) narodu flamandzkiego.